# Sean Scully

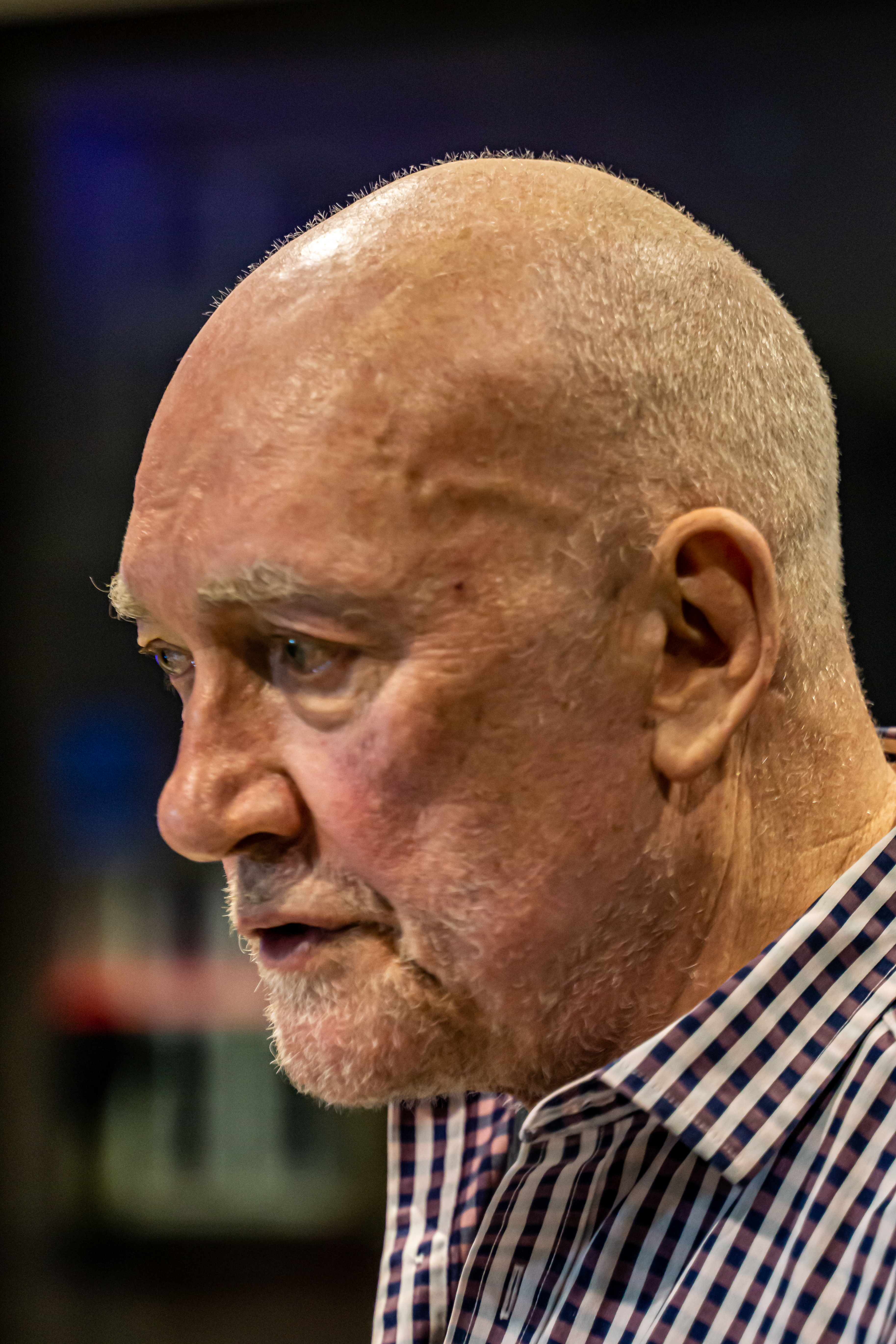
Sean Scully, 2020

Sean Scully (* 30. Juni 1945 in Dublin, Irland) ist ein irischer Maler, der ab dem Alter von vier Jahren in Großbritannien aufwuchs und 1983 die amerikanische Staatsbürgerschaft annahm. Er lebt und arbeitet heute in Königsdorf in Oberbayern, Berlin, Barcelona und New York.

## Leben

### Kindheit und Jugend
1949 zog die Familie Scully aus wirtschaftlichen Gründen von Dublin nach London um. Dort wuchs der junge Sean Scully in einem Arbeiterviertel in Süd-London auf und besuchte die örtliche Klosterschule. Die Gemälde in den katholischen Kirchen des Viertels beeindruckten ihn tief, sodass er im Alter von 9 Jahren das erste Mal beschloss, Maler zu werden. Der Weg dahin gestaltete sich jedoch nicht immer einfach. Im Teenageralter schwenkte sein Hauptinteresse zunächst zur amerikanischen Rhythm-and-Blues-Musik über, und er betrieb kurzzeitig einen eigenen Musik-Club.
Von 1960 bis 1962 absolvierte er eine Ausbildung als Drucker und arbeitete in einem Graphikdesign-Studio. Er nahm drei Jahre lang Abendunterricht an der Central School of Art in London, wobei er sich hauptsächlich der figurativen Malerei widmete. 1964 sah er in der Londoner Tate Gallery das Gemälde eines Stuhls von Vincent van Gogh, dessen Ausdruck tiefer Aufrichtigkeit ihn berührte und seinen Entschluss, Maler zu werden, erneut festigte.
Bald darauf begann er im Jahr 1965 sein Studium am Croydon College of Art in London. Dort interessierte er sich zunächst für Van Gogh, Emil Nolde, Karl Schmidt-Rottluff und Henri Matisse, bis er den abstrakten Expressionismus und Mark Rothko entdeckte. Dies stellte einen Wendepunkt in seinem frühen Schaffen dar. Von da an verließ er das Feld der figurativen Malerei und machte abstrakte Arbeiten. Diese bestehen zumeist aus sich überkreuzenden Linien und Farbbändern, die ein kompliziertes Gittersystem ergeben. Der Einfluss der Op Art ist in dieser Phase nicht zu übersehen.

### Die 1970er und 1980er Jahre
1968 ging Sean Scully nach Newcastle upon Tyne im Norden Englands, wo er bis 1972 an der Newcastle University Kunst studierte. Dort war er einer der wenigen Studenten, die sich überhaupt noch mit Malerei beschäftigten, denn die Konzeptkunst und neue Medien hatten zu dieser Zeit Hochkonjunktur. Er blieb aber der Malerei treu. Als er 1972 mit Hilfe des John-Knox-Stipendiums für ein Jahr in die USA gehen konnte, begann er mit neuen Maltechniken zu experimentieren und Klebeband zu benutzen, sodass an den Rändern der Farbbahnen präzise und harte Kanten entstehen, die jedoch den Bildern jegliche Expressivität nehmen. Diese Art zu malen ist auch unter dem Begriff Hard-Edge-Painting bekannt.
Nach seiner Rückkehr nach England 1973 hatte er seine erste Einzelausstellung in der Londoner Rowan Gallery, die ausverkauft wurde. Er blieb zwei Jahre in England. 1975 bekam er das Harkness-Stipendium und zog nach New York um. Dort lebte er mit der Malerin Catherine Lee zusammen, die er 1978 heiratete.
New York: Die Straßenschluchten, die aus sich kreuzenden horizontalen und vertikalen „Linien“ bestehen, die industriellen Bauten und das dortige Licht – all das hatte großen Einfluss auf den Maler; ebenso die zu dieser Zeit in den Vereinigten Staaten vorherrschende Kunstform des Minimalismus sowie seine Freundschaft mit Robert Ryman.
Seine erste Einzelausstellung in New York hatte Sean Scully 1977 in der Duffy-Gibbs Gallery. In den Jahren darauf entstanden meist graue oder schwarze, beinahe monochrome Arbeiten, deren Komposition streng und reduziert ist. Diese Phase der „Black Paintings“ dauerte etwa fünf Jahre, bis nach und nach Farbe und Räumlichkeit in die Bilder zurückkehrten. Sean Scully hatte das Gefühl, den Minimalismus mit Expressivität anfüllen zu müssen. Er behielt seinen strengen Bildaufbau bei, hörte jedoch auf, Klebeband zu benutzen, sodass die Kanten der Farbbahnen weicher und lebendiger erscheinen. Der Pinselduktus wird auf der Bildoberfläche sichtbar. Indem mehrere Farbschichten übereinander gelegt werden, entsteht eine reiche, durchscheinende, in ihren Nuancen changierende Farbigkeit. Zu voller Reife brachte er seine neue Art zu malen in dem Bild Heart of Darkness, das jetzt im Chicago Art Institute hängt.
1983 nahm er die amerikanische Staatsbürgerschaft an, jedoch ohne seine irische abzulegen. Etwa zur gleichen Zeit kam sein 18-jähriger Sohn Paul aus Scullys erster Ehe bei einem Autounfall ums Leben.
1984 bis 1989 kann man als die Jahre des internationalen Durchbruchs bezeichnen. 1985 hatte er seine erste Einzelausstellung in den USA im Carnegie Museum of Art in Pittsburgh. Anschließend erwarben große Museen Bilder Sean Scullys. 1989 folgte die erste Einzelausstellung in einem europäischen Museum, in der Whitechapel Art Gallery, London, die anschließend in Madrid im Palacio Velazquez und in der Städtischen Galerie im Lenbachhaus in München gezeigt wurde.

### Die 1990er Jahre
1990 wurden das erste Mal auch Photographien von Sean Scully veröffentlicht. 1994 richtete er sich ein Atelier in Barcelona ein. 1995 entstand die Serie der Floating Paintings. Dabei handelt es sich um dreidimensionale Gemälde auf Aluminiumblöcken, die von drei Seiten mit vertikalen Farbbahnen bemalt sind und mit nur einer schmalen Seite an der Wand befestigt werden. Die Objekte stehen also im rechten Winkel von der Wand ab und ragen in den Raum hinein. 1997 wurden Photographien von Sean Scully im Sala de Exposiciones Rekalde in Bilbao ausgestellt. 1999 richtete er sich ein neues Atelier im New Yorker Stadtviertel Chelsea ein.

### 2000–2010
Im Jahr 2000 wurde Sean Scully Ehrenmitglied des London Institute of Arts and Letters. 2001 zeigte das Haus der Kunst in München eine Retrospektive, im selben Jahr wurde er Mitglied von Aosdána, einer irischen Künstlervereinigung, die sich mit Literatur, Musik und bildender Kunst befasst. Von 2002 bis 2007 hatte er einen Lehrstuhl an der Akademie der Bildenden Künste München und richtete sich ein Atelier in Mooseurach bei Königsdorf ein. 2003 wurde ihm die Ehrendoktorwürde im Bereich bildende Künste vom Massachusetts College of Art in den USA verliehen.
Im selben Jahr ließ er sich von seiner zweiten Frau Catherine Lee scheiden und heiratete die Malerin Liliane Tomasko.
2005 bekam Sean Scully einen eigenen Raum im Irish Museum of Modern Art in Dublin. 2004/05 fertigte er ein Werk für die University of Limerick, Irland, eine 3,00 m hohe, 2,50 m breite und 30,5 m lange Mauer. Sie besteht aus weißen und schwarzen Steinquadern, die im Schachbrettmuster angeordnet sind. Der weiße Stein ist portugiesischer Kalkstein, der schwarze chinesischer Basalt. Die Skulptur steht am Haupteingang zum Universitätsgelände. 2006 zeigte das Metropolitan Museum of Art in New York eine Retrospektive des Werkes von Sean Scully. 2010 wurde der Dokumentarfilm Art comes from need von Hans A. Guttner über Scully in Santa Rosa uraufgeführt. Zuvor war Scully schon Gegenstand von Fernseh- und Kurzdokumentationen gewesen.

### 2011–2017
Im März 2016 wurde Scully mit dem Harper’s Bazaar Art International Artist of the Year Award ausgezeichnet. Seit 2016 unterhält er ein Studio im Berliner Stadtbezirk Reinickendorf, das im Rahmen des Berliner Gallery Weekends 2017 der Öffentlichkeit zugänglich gemacht wurde.

### Sean Scullys Arbeitsweise

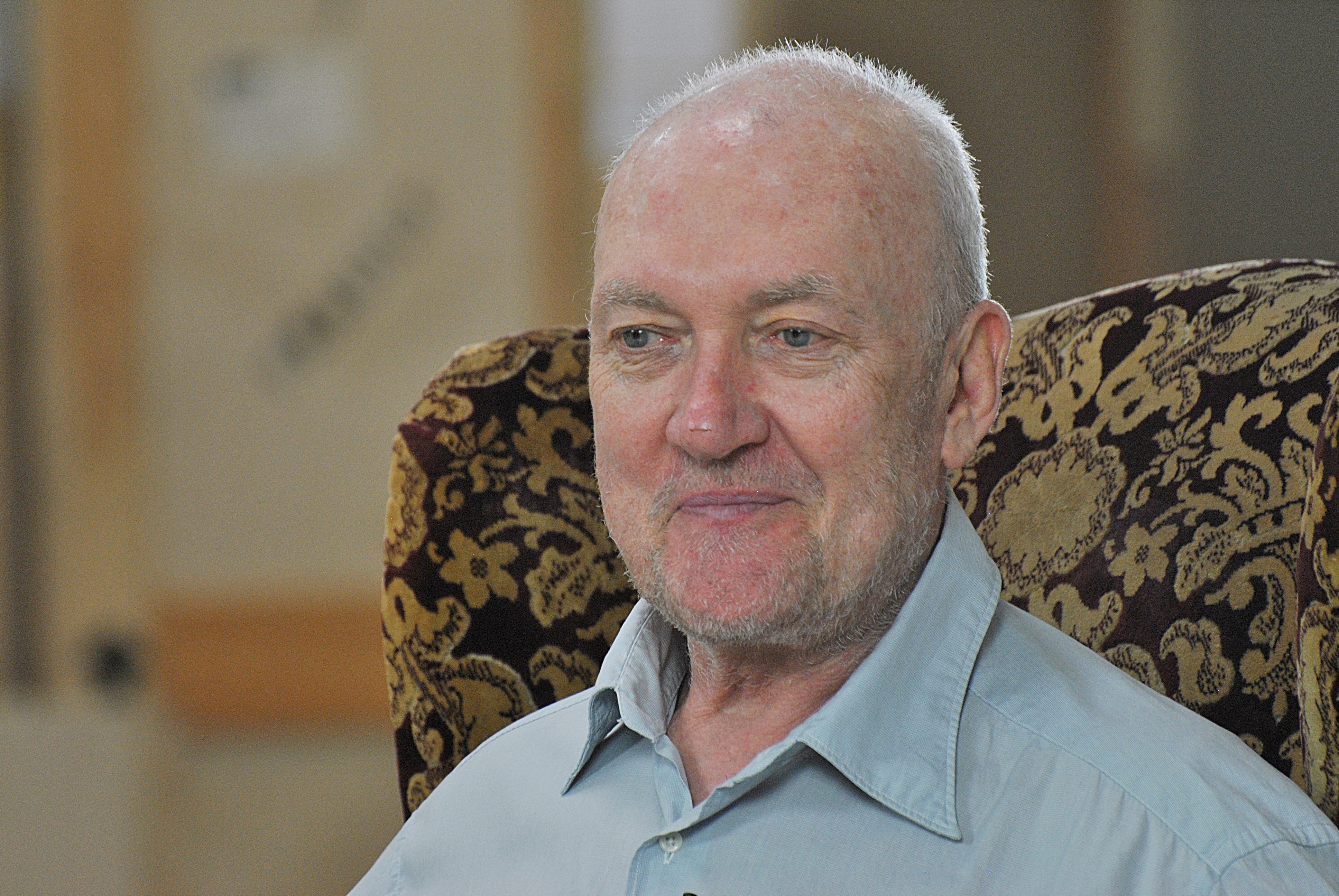
Sean Scully, 2015

Wenn man vor einem Gemälde von Sean Scully steht, sieht man zunächst einen klaren Bildaufbau, der aus verschiedenen Kombinationen von vertikalen und horizontalen Farbbahnen oder quadratischen Farbfeldern besteht. In manchen Arbeiten findet sich auch ein „Inset“, d. h. eine Leinwand, die einzeln gemalt und nachträglich in die größere Leinwand eingesetzt wurde, um mit deren Grundstruktur zu brechen, bzw. in Kommunikation zu treten. Ein gutes Beispiel dafür ist die Reihe „Passenger“, die Ende der 90er Jahre entstand. Die früheren Werke waren außerdem oft aus mehreren singulär bearbeiteten Leinwänden verschiedener Größe und Tiefe zusammengesetzt. So entstand ein sehr massiver und beinahe objekthafter Bildcharakter. Eine ähnliche Wirkung haben auch die „Floating Paintings“, die 1995 und 1996 entstanden. Dabei handelt es sich um massive Bildträger aus Aluminium, die zwischen 0,5 cm und 24,5 cm tief sind und mit nur einer schmalen Seite an der Wand befestigt werden, die anderen drei sichtbaren Seiten sind bemalt. Die Farbe spielt eine sehr wichtige Rolle in Scullys Arbeit, da sie den größten Teil der Emotionalität und hohen Intensität liefert, mit der der Maler seine Bilder auflädt. Oft herrschen dunkle Farben und Erdtöne vor, die den Bildern einen Hauch von Melancholie und Tragik verleihen. So sagt Sean Scully in einem Interview mit Hans-Michael Herzog:

„Ich denke da ist viel Melancholie in meinen Bildern. Ein Gefühl des Verlusts […] das Licht in meinen Bildern hat auf gewisse Weise eine melancholische Qualität, da ist eine gewisse Traurigkeit in diesem Licht.“

Ebenfalls sehr wichtig ist die Bildoberfläche. Indem Scully Farbschicht um Farbschicht mit deutlich sichtbarem Pinselduktus übereinanderlegt, ohne Klebeband zu benutzen, bekommt die Oberfläche haptische Qualität, die Kanten der einzelnen Farbflächen sind weich und lassen untere Farbschichten erahnen. Der Betrachter kann also deutlich den physischen Einsatz des Malers und den Entstehungsprozess erkennen. Durch diese Kombination von rigider Grundstruktur des Bildaufbaus und emotionaler, Gestus bezogener, physischer Ausarbeitung gelingt es Sean Scully, malerische Tradition aus Europa mit ästhetischen Erfahrungen zu verbinden, die ihren Ursprung in Amerika, vor allem in New York haben. 

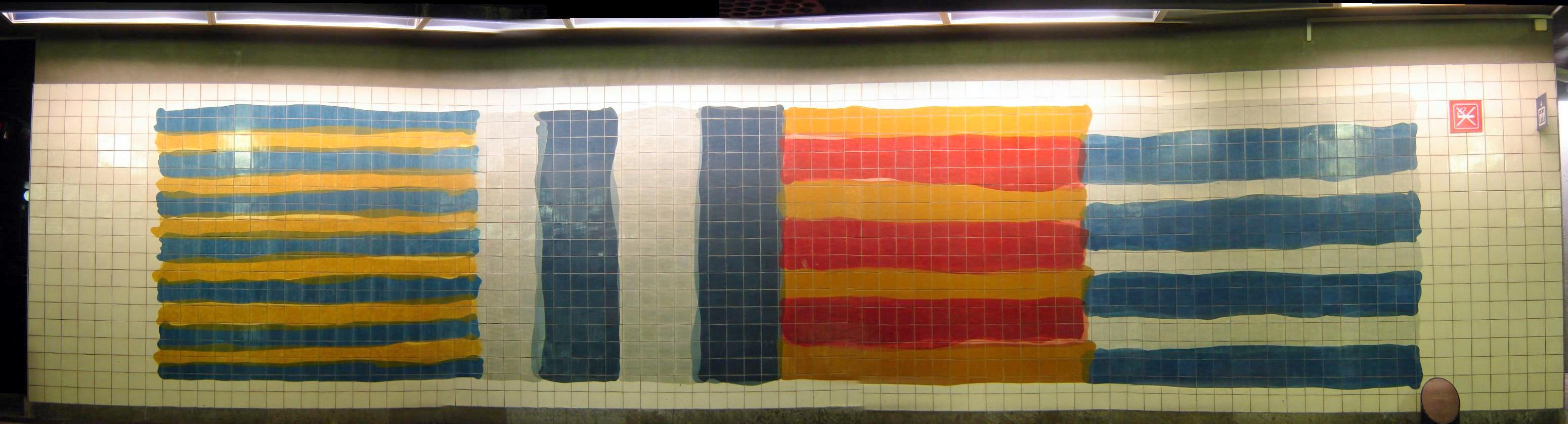
Azulejos in Lissabons U-Bahnhof Oriente

In einem Interview mit Juliana Monachesi in der Folha de São Paulo äußert sich Sean Scully zu diesem Thema:

„Nach dem Minimalismus wollte ich der abstrakten Malerei die emotionale und spirituelle Kraft zurückgeben, die ihr abhanden gekommen ist während dem „coolen“ Jahrzehnt des Minimalismus. Also habe ich Anfang der 80er Jahre damit begonnen miteinander konkurrierende Formen und Bezüglichkeiten wieder einzuführen, die gefühlvoll gemalt sind.“

Neben den Ölgemälden gibt es auch eine Vielzahl von Radierungen, Lithographien, Pastellen und Aquarellen. Diese, vor allem die Pastelle und Aquarelle, haben durch das kleinere Format und das Medium Papier einen zarteren, intimeren Charakter und wirken verletzlicher als die großen Arbeiten auf Leinwand, die einen großen Raum ohne weiteres beherrschen können. Das Aquarell Untitled 9.9.92 aus dem Jahre 1992 hat z. B. lediglich das Format 45,7 × 38 cm.

### Andere Projekte
2004/2005 fertigte Sean Scully eine Skulptur für die University of Limerick, Irland. Die 30 m lange Mauer ist 3 m hoch und 2,50 m breit und besteht aus im Schachbrett-Muster angeordneten Steinquadern. Die weißen Steine sind portugiesischer Kalkstein, die schwarzen chinesischer Basalt. Die Skulptur steht direkt am Hauptgang zum Campus.
Im Jahr 2006 erschien ein von Sean Scully verfasstes Buch mit dem Titel Resistance and Persistance: Selected Writings.

### Sean Scullys Lehrtätigkeiten
1973, gleich nach dem Ende des John-Knox-Stipendiums und seiner Rückkehr aus den Vereinigten Staaten, begann Sean Scully mit seinen ersten Lehrtätigkeiten am Chelsea College of Art and Design und am Goldsmith College of Art and Design, London. 1977 bis 1983 unterrichtete er an der Princeton University, New Jersey, USA, nachdem er 1975 aufgrund des Harkness-Stipendiums dorthin umgezogen war. 1981 bis 1984 hatte er einen Lehrauftrag an der Parsons School of Arts, New York. 1992 wurde Sean Scully eingeladen, Vorlesungen an der Harvard University zu halten. 1995 nahm er an einem Vorlesungs-Projekt der Ruskin School of Drawing and Fine Art, Oxford University, England, mit dem Titel „The Joseph Beuys Lectures“ teil, das sich mit dem Zustand zeitgenössischer Kunst in Großbritannien, Europa und den Vereinigten Staaten befasste. 2002 bis 2007 war er Professor an der Akademie der Bildenden Künste München.

#### Sean Scully an der Akademie der Bildenden Künste München
Auf die Frage von Verena Richter von der Welt am Sonntag an Sean Scully, warum er in München eine Professur angenommen habe, antwortete er im Mai 2002:

„Aus zwei Gründen. Erstens will ich hier etwas Besonderes machen. Denn es ist ein sehr wichtiger historischer Moment. Die Entwicklung der Malerei steht in Frage, da das Verhältnis von technologischen Kunstformen und solchen Kunstformen, bei denen man Dinge mit seinen Händen erschafft, angespannt ist. Außerdem habe ich eine spezielle Beziehung zu München, zu Deutschland generell. Hier wird meine Kunst – sagen wir mal – verstanden. Und München ist eine Art Wiege der Spiritualität. Ein Ort, wo ein geistiges Zentrum gegründet werden kann, wie es damals bei Klee und Kandinsky der Fall war. Ich bin auf einer Mission, dahinter steckt eine wirkliche, tiefe Absicht.“

In der Tat hatte Sean Scully schon seit Anfang der 1980er Jahre eine Verbindung zu München. Damals zeigte Armin Zweite seine Arbeiten im Lenbachhaus. Danach haben ihn alle großen Münchner Ausstellungshäuser eingeladen, Arbeiten zu zeigen. Schließlich widmete das Haus der Kunst im Jahr 2001 seinem Schaffen der 1990er Jahre eine umfassende Retrospektive, und Jürgen Habermas verfasste einen Essay über Scullys Werk mit dem Titel Eine zur Tradition gewordene Moderne – Glossen und Assoziationen. Ein Jahr danach holte Ben Willikens, zu diesem Zeitpunkt Direktor der Kunstakademie, Sean Scully, den er schon aus dessen früherer Münchner Zeit kannte, nach München. Die Anfangszahl seiner Studenten in seiner ersten Klasse war 18, bis zum Ende seiner Lehrzeit waren es 52.
Auf die Frage von Christoph Wiedemann von der Süddeutschen Zeitung, wie er seine Studenten auf den harten Job eines freischaffenden Künstlers vorbereiten will, sagte Sean Scully im Juli 2002 in einem Interview:

„Das erste, was ich ihnen beibringe: Sie müssen lernen, Zusammenhänge zu durchschauen. Aktuelle Trends sind die Ladenhüter von morgen. Es geht darum, seine eigenen Möglichkeiten richtig einschätzen zu lernen und ein Gefühl für den richtigen Zeitpunkt zu entwickeln. D. h., man muss sein Handwerk verstehen, die Kunstgeschichte kennen und wissen, wo man im Leben stehen will. Man muss das System begriffen haben. Talent alleine ist nicht genug. Sehen sie sich frühe Arbeiten von van Gogh oder Cezanne an: Alles Müll! Entscheidend ist: Sie haben durchgehalten.“

So gab es während des Semesters und danach Wochen intensiver Bildbesprechungen mit seinen Studenten, mit Exkursen über Kunstgeschichte und Kunstphilosophie. Es wurden Klassenfahrten nach Dresden, Barcelona und Madrid, Irland sowie nach New York unternommen. In New York waren die Studenten zu seiner Ausstellungseröffnung im Metropolitan Museum of Art eingeladen, wo ihm im November 2006 eine Retrospektive gewidmet wurde.
Schon während seiner Professur brachte Sean Scully Ausstellungsprojekte seiner Studenten auf den Weg, um sie so an professionelles Arbeiten heranzuführen. So gab es beispielsweise ein Austauschprojekt mit der Kunsthochschule Dresden, wo an wechselnden Orten Arbeiten von Studenten beider Akademien gezeigt wurden. In Zusammenarbeit mit dem Kunstverein Aichach wurde eine Gruppenausstellung mit dem Titel Go Between organisiert, die ebenfalls europaweit in verschiedenen Institutionen gezeigt wurde und ein Feld der Malerei thematisiert, das sich zwischen Abstraktion und Figürlichkeit bewegt. Zu diesem Projekt ist ein Katalog mit dem Titel Go Between erschienen. 2007 schloss Sean Scully mit einer großen Diplom-Ausstellung seiner Studenten des letzten Jahrgangs in der White Box in München 2007 seine Lehrtätigkeit an der Kunstakademie München ab. Auch zu dieser Ausstellung ist ein Katalog mit dem Titel Klasse Scully erschienen. Auch nach dem Ende seiner Lehrtätigkeit steht Sean Scully in Kontakt mit seinen ehemaligen Studenten.

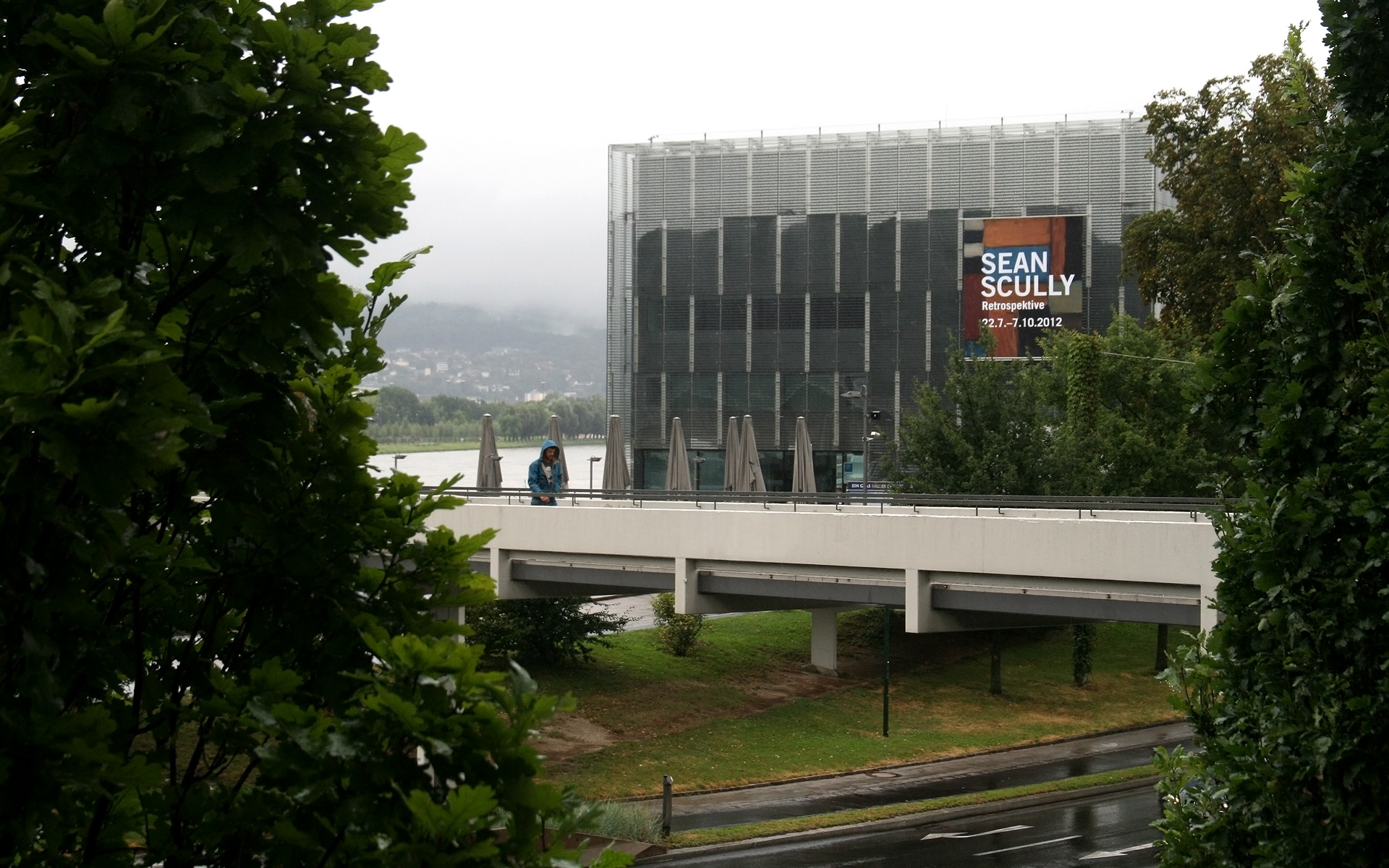
Sean Scully – Retrospektive im Lentos (2012)

## Einzelausstellungen (Auswahl)
- Sean Scully - Gemälde und Arbeiten auf Papier 1982-1988, Städtische Galerie im Lenbachhaus und Kunstbau, München 1989,[8] (Katalog)
- Sean Scully – Retrospektive. Schirn Kunsthalle, Frankfurt am Main 1996.
- Sean Scully – Works on Paper 1975–1996. Neue Pinakothek, München 1996, Katalog.
- Sean Scully - Gemälde Pastelle Aquarelle Fotografien. 17. März – 4. Juni 2001. Katalog.
- humanizing abstract painting – Sean Scully. Haus der Kunst, München 2001.
- Sean Scully – Die Architektur der Farbe. Kunstmuseum Liechtenstein, Vaduz 2006, Katalog.
- Konstantinopel oder die versteckte Sinnlichkeit. Die Bilderwelt von Sean Scully. Ulster Museum, Belfast, Nordirland 2009.
- Sean Scully – Werke aus den 1980er Jahren. Wilhelm-Hack-Museum, Ludwigshafen 2011, Katalog.
- Sean Scully. Figure Abstract. Ludwig Museum Koblenz. Koblenz 2014, Katalog.
- SEAN SCULLY. Vita Duplex. Staatliche Kunsthalle Karlsruhe. 24. März – 5. August 2018.
- Sean Scully. HUMAN. San Giorgio Maggiore, Venedig. 8. Mai – 13. Oktober 2019.[9]
- Sean Scully, INSIDEOUTSIDE,  Skulpturenpark Waldfrieden[10], Wuppertal, 11. Juni 2020 – 3. Januar 2021
- Sean Scully. Song of Colors, Langen Foundation Neuss, 3. April – 7. August 2022

## Werke in öffentlichen Sammlungen
- Städtische Galerie im Lenbachhaus München
- Pinakothek der Moderne, München
- Irish Museum of Modern Art, Dublin
- Birmingham Museums and Art Gallery, UK
- The Modern Art Museum of Fort Worth, Fort Worth, Texas, USA
- Galeria d’Arte Moderna, Bologna
- Albertina, Wien
- Neue Galerie (Kassel), Kassel, Deutschland
- Kunsthaus Zürich (Green Blue, 1994)
- LWL-Museum für Kunst und Kultur, Münster (Window beneath, 2017)